# Compoundboog

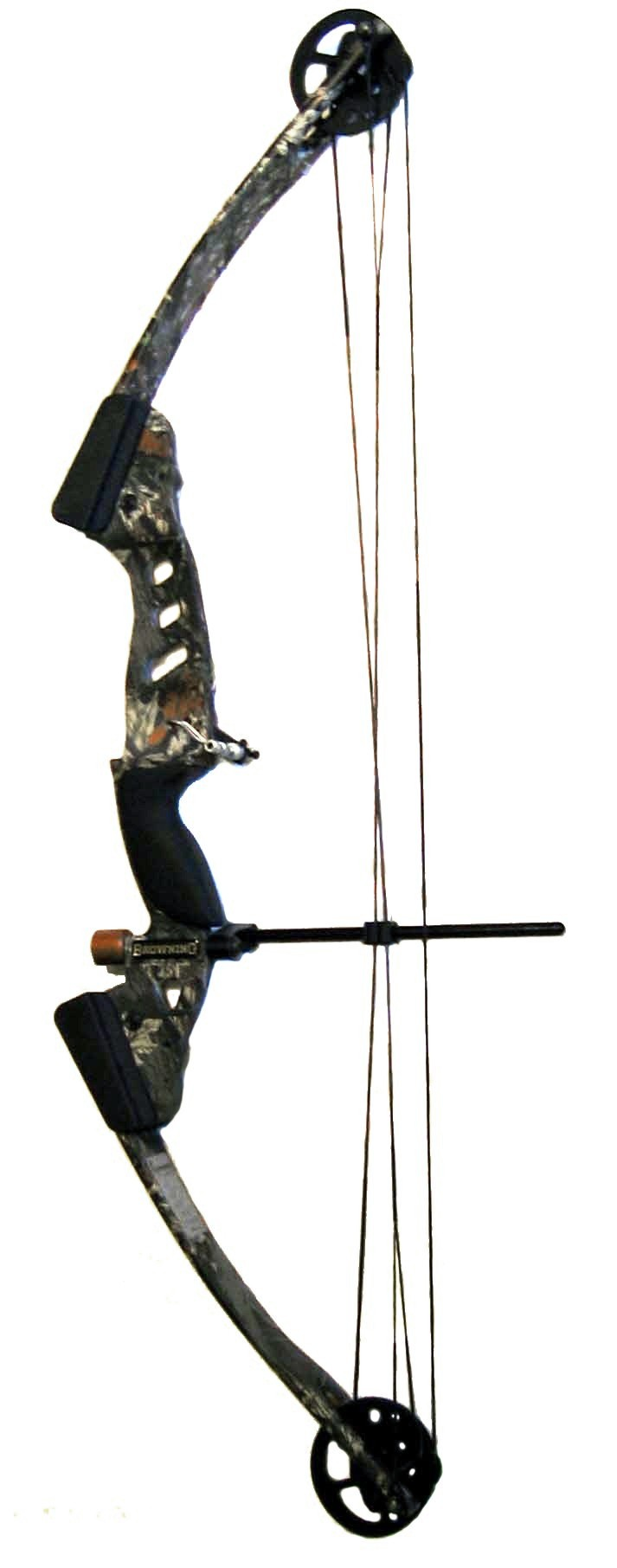
Een compoundboog

De compoundboog is een boog die wordt gebruikt bij het boogschieten. De samengestelde (= compound) boog maakt gebruik van een systeem van kabels en katrollen om de latten (werparmen) te buigen, in tegenstelling tot de meer traditioneel ogende recurveboog en longbow.
De compoundboog is in 1967 ontwikkeld door de Amerikaan Holless Wilbur Allen. In 1995 werd compound een discipline bij de wereldkampioenschappen van dat jaar.

## Bouw
Het centrale stuk van een compoundboog wordt meestal gemaakt van aluminium of magnesium. De latten van een compoundboog zijn stijver dan van een longbow of recurveboog, waardoor de energie van de boog beter gebruikt kan worden. Door het gebruik van de katrollen aan het eind van de latten worden pijlen anderhalf tot twee keer zo snel afgeschoten als bij recurve, met snelheden van meer dan 350 kilometer per uur, rond de honderd meter per seconde.

## Boogsport
Bij Europese Kampioenschappen en andere nationale en internationale wedstrijden is compound een discipline naast recurve, maar op de Aziatische Spelen en de Olympische Spelen zijn er alleen recurve-onderdelen. Bij de Olympische Zomerspelen van 2028 staat compound voor gemengde teams echter op het programma.
Tijdens het spannen van een wedstrijdboog kan een trekkracht van 28 kilo nodig zijn, maar door de bijzondere constructie is er veel minder kracht nodig als de boog eenmaal volledig gespannen is. Bij sommige bogen is dan nog maar 6 kilo nodig. Door die lage spankracht en een mechanische stop op de boogpees kan de schutter zich volledig op het richten concentreren.
Finales van internationale wedstrijden gaan over vijftien pijlen, waarbij het doel een cirkel van 80 centimeter op 50 meter afstand is. Kleinere concentrische cirkels geven meer punten en de kleinste, van 8 centimeter, levert 10 punten op. Topschutters bereiken zo'n hoge graad van perfectie dat wedstrijden soms beslist worden op een of twee punten, waarbij mentale kracht vaak beslissend is. Zo won de Nederlander Mike Schloesser, bijgenaamd Mister Perfect, de Wereldspelen 2025 met de maximale score: 150–148 tegen de Amerikaan Curtis Broadnax, die slechts één pijl niet perfect schoot.